# 分子蒸留
分子蒸留とは蒸留の手法の一つ。主として化学薬品製造時の純度向上に用いられる。

## 概要
化学薬品は主として化学反応を用いて製造される。化学反応には主に化学種を異にする原材料が用いられ、化学反応の結果、いくつかの生成物が同時に得られるが、多くの場合、製造目的の化学種は1種類であり、他の生成物（副生成物）及び原材料の残渣は不要となる。残渣のうち、溶媒についてはエバポレーターのような減圧蒸留を用いて除去可能だが、副生成物のうち目的の化学種と近い構造（及び分子量）を持つ化学種を除去する事は困難であり、分子蒸留という方法を用いる事が一般的である。

## 構造
分子蒸留装置は、薄膜蒸発器及び分子蒸留器からなる。両器は、ターボ分子ポンプまたは拡散ポンプを用いる高真空の系に設置される。薄膜蒸発器は高速で回転する円盤を用いる事が多い。円盤の中心に連続的に供給された液状原料は、円盤面で遠心応力を受け、薄い膜状になりつつ周囲に拡散し、液深度による分子同士の絡み合いが少ない状態となる。この時、円盤が加熱された状態であれば、容易に気化する低分子成分だけでなく、通常では気化しない高分子も気化する。
このようにして次々と分子量の小さい化学種から気化による分別が行われ、それでも気化しなかった高分子成分が最後に残り、円盤の端から円周上に設けられた受け皿に注がれる構造となっている。揮発した成分は冷却面に衝突し液体へと相転移し、所定の経路を伝ってタンクへと貯められる一方、気化しなかった成分も受け皿より別のタンクへと導かれる。

## 手法
分子蒸留も、他の蒸留方法と同様に、1回の処理で得られるのは留分と残渣の2つである。どちらを蒸留目的の主反応生成物もしくは副生成物・残渣とするのかは場合によって異なり、また1回の処理で目的物が得られない場合は、再度同じ工程を繰り返す事で目的物を分離していく処理となる。
この操作は連続的に行われるため、複数の分子蒸留装置を直列に連結して運転する場合が多い。
この場合、真空度・円盤の回転数・温度・供給量を変える事で、微妙な分子量の差を有意に扱う事が出来る。